# Lubkow
Lubkow ist seit 1. Januar 1956 ein Ortsteil der Stadt Bergen auf Rügen (Inselhauptstadt) auf Rügen, seit April 2025 mit eigenen Ortstafeln an der Ein- und Ausfahrt Lubkow 7–15. Bis zur Eingemeindung war Lubkow ein eigenes Dorf der Gemeinde Karow. Heute gehen von der L 293 in Richtung Osten zwei kleine Straßen ab, Lubkow 1–6 (früher auch Bullenberg genannt) und Lubkow 7–15. Eine weitere Verbindung zwischen beiden ist lediglich übers Feld zu Fuß begehbar.

## Geographie
Lubkow liegt unmittelbar am Kleinen Jasmunder Bodden nahe der Halbinsel Buhlitz und etwa 9 km nordöstlich der Innenstadt von Bergen an der Landesstraße 293, ca. 5 km von Prora sowie 8 km von Binz entfernt. Zurzeit wird hier ein straßenbegleitender Radweg von Karow nach Prora gebaut, der Teilabschnitt bis Lubkow ist mit Fertigstellung Mitte Mai 2025 geplant.
Ebenfalls an der L 293, 2,3 km Richtung Prora, liegt der Baumwipfelpfad des Naturerbe-Zentrums. Ein wenig weiter die Bahnstrecke Lietzow-Binz mit dem Haltepunkt Prora.
Umgebende Ortschaften sind Kiekut, Streu und Karow, früher ganz in der Nähe Dollahn, Tribberatz und Vorwerk Mustitz. Lubkow gehörte zum Kirchspiel Zirkow sowie zur Gemeinde Karow.
Gelegen am Wald der Tribberatzer Berge, kann man Binz auf diesem Weg erreichen, Wanderern oder Mountainbikern ist diese Route bekannt.

## Ortsname und Geschichte
Die Ersterwähnung des Dorfes erfolgte unter dem Namen LUCOBANDIS (Lubkow?) als Besitzung des Klosters Bergen 1250.

Lubinus (1608)

Auf den ersten bekannten Karten der Insel Rügen ist Lubkow verzeichnet, so auf: „Große Rügen Karte, Nr.8“ vor 1607 Lubinus/Handius.
Hier liegt Lubkow westlich des am Kleinen Jasmunder Bodden entlang führenden „Landweges“, einer der mindestens seit Mitte des 16. Jahrhunderts genau definierten Überlandstraßen.
Vor der Errichtung der L 239 in den 1930er Jahren führte der Weg von Bergen über Karow zwischen den heutigen Grundstücken Lubkow 11 und 12 weiter in Richtung Sassnitz. Hier (Nr. 12) fand auch der Pferdewechsel der Post statt. Der Weg Richtung Binz ging entlang der heutigen Straße Lubkow (Baudenkmal Lubkow 9) über das ehemalige Dollahn durch den Wald.
Die Bezeichnung des Messtischblattes TK 25 von 1885 für das Gebiet von Lietzow bis Mukran, über Prora bis Binz, mit Dollahn, Tribberatz, Mustitz, Karow, Trips, Streu, Kiekut und Lubkow lautet Lubkow 1547 (auch Urmesstischblatt).
Lubkow liegt unmittelbar am Kleinen Jasmunder Bodden und war bis 1952 eine eigene Gemeinde mit einer Ausdehnung von Neu Mukran bis Binz, einschließlich Tribberatz, Mustitz, Streu, mit den Halbinseln Buhlitz und Thiessow.
Der Ortsname kommt aus dem slawischen „Lubkow“ und bedeutet „Ort des L'ubek“. L´ub hat im Altpolabischen die Bedeutung: lieblich, angenehm.
Im 17. Jahrhundert wurde Herr von Barnekow als Besitzer von Lubkow bezeichnet, im 18. Jahrhundert kam der Ort wieder an das Haus Putbus zurück.
Die Volkszählung vom 1. Dezember 1871 ergab unter Gutsbezirke das Bauerndorf Lubkow mit 10 Wohngebäuden und 73 evangelischen Bewohnern.
1933 wurden in Lubkow 123 Einwohner gezählt, 1939 waren es 677.
Bis in die 1950er Jahre wurden die Kinder der Klassen 1–4 in der Schule in Lubkow beschult, ab der 5. Klasse im unweit gelegenen Karow, zumindest so lange, bis das Wohnhaus des Lehrers abbrannte, er in die frühere Schule zog und die Kinder nun alle nach Bergen in die Schule mussten.
Die gesamte Umgebung und der Wald wurde bis zur Wende von Prora aus durch die NVA genutzt, diverse gegrabene Stellungen und Überbleibsel zeugen davon. „Im März 1953 wurde das militärische Gelände auf 2130 Hektar vergrößert. Der gesamte Kleine Jasmunder Bodden mit Ufer wurde einbezogen; Siedlungen wie Lubkow und Kiekut wurden zu Enklaven.“

## Infrastruktur und Sehenswürdigkeiten
Laut Denkmalliste des Landkreises VR sind Wohnhaus und Stall Lubkow 9 Baudenkmale.
Direkt vor der Lubkower Haustür befindet sich an der L293 eine Bushaltestelle, diese wurde im März 2025 abgerissen, eine neue, barrierefreie, soll entstehen.

## Erinnerung an die ältesten Bewohner
Die aus den Eiszeiten stammenden Findlinge in dieser Gegend wurden von den frühen Bewohnern zum Anlegen von Dolmen, Hügelgräbern und Hünengräbern genutzt. Einige Großdolmen sind immer noch im Wald gelegen, z. B.:
- Die 7 Brüder, auf dem Weg dahin ein zerstörtes Großsteingrab mit Näpfchenstein/auch Schalenstein,[17]
- Der tote Mann, ein Großdolmen mit weiteren Dolmen, ein Urdolmen hier ist wohl das bisher älteste Grab von Rügen.[18]

Auf alten Karten ist von Lubkow aus hinter den 7 Brüdern Richtung Hagen/Binz auch eine Wolfseiche eingezeichnet, ein zuordenbarer Baum ist nicht aufzufinden. Eine Baumgruppe, die zuweil dazu gemacht wird, stimmt mit den Koordinaten nicht überein.
Ostern 2024 gab es einen Fund von 15/16 Steinäxten (bis zu 30 cm groß) bei den Arbeiten am Radweg entlang der L 293, zwischen Haus Nr. 15 und dem Bodden.